# Turó del Ras
El Turó del Ras és una muntanya de 1.013 metres que es troba al municipi de Sant Pau de Segúries, a la comarca catalana del Ripollès.